# El príncipe Otón
El príncipe Otón: un romance (en inglés: Prince Otto) es una novela escrita por Robert Louis Stevenson, publicada por primera vez en 1885. 
La novela fue escrita en gran parte durante 1883, en Francia donde se recuperaba de una enfermedad respiratoria.
Un apático príncipe de un pequeño y remoto estado es víctima de intrigas palaciegas. En medio de romances y otras aventuras, el protagonista toma conciencia de su papel esencial para el futuro de su pueblo.
Stevenson se refiere a El príncipe Otón como «mi esfuerzo más duro», ya que uno de los capítulos fue reescrito en ocho ocasiones por Stevenson y otra por su esposa.